# Krabisuchus
Krabisuchus es un género extinto de crocodiliano aligatorino que vivió en lo que ahora es Tailandia durante el Eoceno. Fue denominado inicialmente por los paleontólogos Jeremy A. Martin y Komsorn Lauprasert en 2010, y la especie tipo es K. siamogallicus. Sus fósiles se encontraron en la cuenca Krabi en el sur de Tailandia e incluyen la mayoría de los elementos craneales y mandibulares así como algunos elementos postcraneales. Krabisuchus es el aligatorino primitivo mejor conocido de Asia; anteriormente, estos animales estuvieron representados en este continente por solo unos cuantos restos fragmentarios procedentes de China. El registro fósil de los aligatorinos es mucho más extenso en Europa y Norteamérica, de donde se han descrito varios taxones.
Creciendo hasta aproximadamente 2 metros de longitud, Krabisuchus era un aligatorino pequeño que era menor que el actual aligátor. Como su pariente actual, tenía un hocico romo. Krabisuchus también tenía un hocico elevado parecido al de aligatorino extinto Arambourgia y al cocodrilo moderno Osteolaemus tetraspis. Los dientes en la parte inferior de las mandíbulas eran muy romos. Este, como otros aligatorinos extintos, probablemente era más terrestre que semiacuático. Este estilo de vida más terrestre le pudo haber permitido a los aligatorinos colonizar gran parte del hemisferio norte durante el Paleógeno cuando las temperaturas globales eran mucho más cálidas que las actuales.
Krabisuchus se encuentra emparentado de cerca con los aligatorinos extintos Arambourgia, Allognathosuchus y Procaimanoidea. Estos taxones son considerados como los grupos hermanos del clado de Alligator.